# NXT TakeOver: Brooklyn
NXT TakeOver: Brooklyn was een professioneel worstelshow en WWE Network evenement dat georganiseerd werd door WWE voor hun NXT brand. Het was de 6e editie van NXT TakeOver en vond plaats op 22 augustus 2015 in het Barclays Center in Brooklyn, New York. Dit was het eerste ondersteuningsevenement van een van WWE's belangrijkste pay-per-view evenementen. In dit geval was dat SummerSlam die de avond daarna plaats nam op zondag en Raw, na SummerSlam, op maandag. Dit was tevens het eerste NXT TakeOver evenement dat elders gehouden werd dan Full Sail University.

## Matches
| Bron | Match | Winnaar(s)             | Opmerkingen                                         | Bron  |
| ---- | --- | ---------------------- | --------------------------------------------------- | ----- |
| 1    | Jushin Thunder Liger vs. Tyler Breeze                                                                     | Jushin Thunder Liger   | Eén-op-één match.                                   | [ 2 ] |
| 2    | The Vaudevillains (Aiden English & Simon Gotch) (met Blue Pants) vs. Blake & Murphy (c) (met Alexa Bliss) | The Vaudevillains (nc) | Tag team match voor het NXT Tag Team Championship.  | [ 2 ] |
| 3    | Apollo Crews vs. Tye Dillinger                                                                            | Apollo Crews           | Eén-op-één match.                                   | [ 2 ] |
| 4    | Samoa Joe vs. Baron Corbin                                                                                | Samoa Joe              | Eén-op-één match. Joe won door TKO.                 | [ 2 ] |
| 5    | Bayley vs. Sasha Banks (c)                                                                                | Bayley (nc)            | Eén-op-één match voor het NXT Women's Championship. | [ 2 ] |
| 6    | Finn Bálor (c) vs. Kevin Owens                                                                            | Finn Bálor             | Ladder match voor het NXT Championship.             | [ 2 ] |